# Sami Michael

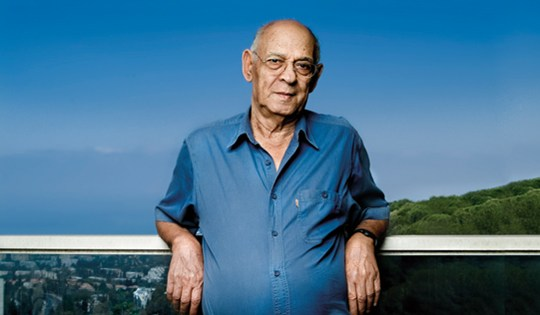
Sami Michael (2007)

Sami Michael (hebräisch סָמִי מִיכָאֵל, ursprünglich Kamal Ṣalaḥ Manṣour, geboren am 15. August 1926 in Bagdad; gestorben am 1. April 2024 in Haifa, Israel) war ein vielfach ausgezeichneter israelischer Schriftsteller und Menschenrechtsaktivist. 

## Leben und Wirken
Sami Michael wurde in der irakischen Hauptstadt Bagdad geboren. Er besuchte die Sekundarstufe der 1928 gegründeten, von der Anglo-Jewish Association unterstützten Schamasch-Schule, einer weltlich orientierten jüdischen Schule, und legte 1945 die staatliche irakische Abiturprüfung ab. Bereits als Gymnasiast im Zweiten Weltkrieg gehörte Michael der verbotenen kommunistischen Bewegung des Irak an. Er nahm ein Studium an der Amerikanischen Universität Bagdad auf, einem Ableger der Amerikanischen Universität Beirut, und begann für irakische Zeitungen zu schreiben. Im Jahr 1948 wurde ein Haftbefehl gegen ihn erlassen, er floh in den Iran und nahm einen neuen Namen an. Michael besaß bis zu seinem Lebensende neben der israelischen die irakische Staatsbürgerschaft, da er diese im Unterschied zu seinen 1951 auf offiziellem Weg nach Israel ausgewanderten Eltern nie aufgeben musste.
Michael hielt sich ein Jahr im Iran auf und schloss sich dort der marxistisch-leninistischen Tudeh-Partei an. 1949 emigrierte er aus Sorge, an den Irak ausgeliefert zu werden, nach Israel. Den Passagieren des Flugzeuges, in dem er reiste, wurde offiziell Paris als Reiseziel genannt, tatsächlich landete es in Haifa. Michael hat seine Ankunft in der Geschichte Haifa – mein erster Tag in Israel verarbeitet, in der er schildert, wie er sich bereits in diese Stadt verliebt habe, als er sie aus der Luft sah. Michael ließ sich zunächst in Jaffa nieder und zog erst nach Haifa, als ihm die Mitarbeit an der arabischsprachigen kommunistischen Zeitung Al-Ittihad angeboten wurde, deren verantwortlicher Redakteur der palästinensische Schriftsteller Emil Habibi war. Er wohnte in Wadi Nisnas, einem überwiegend arabischen Wohnviertel Haifas, und war der einzige jüdische Mitarbeiter der Zeitung. Auch für das Monatsblatt Al-Dschadid schrieb er Artikel und Kurzgeschichten. Seine ständige Kolumne führte er unter dem Pseudonym „Samir Mard“. 1955 verließ Michael die kommunistische Partei im Vorfeld der Enthüllungen des XX. Parteitages der KPdSU und wegen der antisemitischen Politik der Sowjetunion.
Im Jahr 1974 veröffentlichte Sami Michael seinen ersten auf Hebräisch geschriebenen Roman, Gleiche und Gleichere, in dem er das Leben der Einwanderer in Israel in den 1950er Jahren, u. a. die schwierigen Lebensbedingungen in den Auffanglagern, thematisierte. Der Titel des Buches spielt auf die ungleiche Behandlung der orientalischen Einwanderer im Vergleich zu den mitteleuropäischen Juden an; zwar seien in der israelischen Demokratie alle Bürger gleichberechtigt, doch gebe es solche, die „gleicher“ als die anderen, d. h. aufgrund ihrer Herkunft bessergestellt seien. Der Titel des Buches wurde trotz aller Kritik, die er damals in der israelischen Öffentlichkeit auslöste, zu einem geflügelten Wort. In Michaels Werken schlagen sich insbesondere Erfahrungen aus seiner Kindheit und Jugend nieder.
Sami Michael lehnte die Mitgliedschaft in der regierenden Mapai-Partei ab und suchte sich einen Broterwerb, für den er, wie er sagte, kein Parteibuch, keine Zugehörigkeit zu einer politischen Partei benötigte. Ein Vierteljahrhundert arbeitete er im hydrologischen Dienst des israelischen Landwirtschaftsministeriums; in dieser Zeit studierte er Wasserwirtschaft, Psychologie und Arabistik an der Universität Haifa. Die Schwierigkeiten, in Israel eine Arbeitsstelle zu finden, schilderte er in seinem autobiographisch geprägten Roman Wasser küsst Wasser (begonnen 1981, erschienen 2001).
Sein 1987 erschienener Roman Eine Trompete im Wadi hatte auch als Theaterstück Erfolg. Es ist einer von drei Romanen Michaels, die sich mit Wadi Nisnas in Haifa beschäftigen, und erzählt die Liebesgeschichte einer jungen Araberin und eines jüdischen Einwanderers aus Russland, die zur Zeit des Erscheinens des Romans noch immer als unerhört galt.
1992 erhielt Michael für sein Jugendbuch Sandsturm unter Palmen den Hans Christian Andersen Preis. 2007 erhielt er den EMET-Preis und 2008 den Brenner-Preis. 2009 wurde Michael von der Universität Haifa die Ehrendoktorwürde für sein Lebenswerk verliehen, das, so die Begründung, die Vielfarbigkeit der israelischen Gesellschaft unter Berücksichtigung des Einzelnen und seiner Freiheit widerspiegele. Er erhielt zudem die Ehrendoktorwürde der Hebräischen Universität Jerusalem (1995), der Ben-Gurion-Universität im Negev (2000) und der Universität Tel Aviv (2002).
In mehreren Interviews bekannte sich Michael zum Atheismus. Sein Verhältnis zu Israel und dem Zionismus fasst der Journalist Etan Nechin anlässlich Michaels Tod in Zeiten des Gazakriegs im April 2024 in der Tageszeitung Haaretz so zusammen:
„Michaels Worte können uns einen Weg aus dem tiefen Tal weisen, denn so groß seine Skepsis gegenüber dem Zionismus und allen Ideologien, die unterdrückerische Tendenzen haben können, war, so sehr glaubte er doch an Israel oder das Versprechen, was ein Israeli, ob er Jude, Araber oder beides sei, zu sein bedeuten kann: die Kraft einer Gemeinschaft, die aus Menschen besteht, die nirgendwo sonst hingehören und die ein Haus bauen, das für sie alle passt. Seine spezifische Art von Patriotismus hat er einmal einen ‚Regenschirm‘ genannt, ‚unter dem für jeden Platz ist‘.“ (Übersetzung)
In erster Ehe war Sami Michael mit Malka Michael verheiratet, der Gründerin und langjährigen Leiterin des Romema-Gymnasiums in Haifa. Der Ehe entstammen eine Tochter (Diqla) und ein Sohn (Amir), beide sind Lehrer. Seine Schwester Nadia war mit Eli Cohen verheiratet, der in Syrien wegen Spionage für den israelischen Geheimdienst Mossad hingerichtet wurde.

## Arbeitssprachen
Sami Michael schrieb zunächst auf Arabisch, seiner Muttersprache. Er wurde 2008 zum Ehrenmitglied der Arabischen Sprachakademie Israels ernannt. Nach seiner Ankunft in Israel (1949) dauerte es rund fünfundzwanzig Jahre, bis Hebräisch zur Sprache seines literarischen Ausdrucks wurde. Diesen Übergang betrachtete er als Wunder. Als sein Roman Viktoria in einer arabischen Übersetzung in Kairo erschien, hieß es dort, dies sei ein auf Hebräisch geschriebener arabischer Roman – was Michael als Kompliment auffasste. Michael übersetzte die Werke des ägyptischen Literaturnobelpreisträgers Nagib Mahfuz ins Hebräische. Beide Autoren verband eine freundschaftliche Beziehung.

## Politisches und soziales Engagement
Michaels Texte beschäftigen sich meist mit Identitätsfragen und sozialen, ethnischen und politischen Beziehungen. Dabei versuchte er Stereotype und Vorurteile aufzubrechen. Michael hat als erster jüdisch-israelischer Autor Araber zu Hauptfiguren hebräischer Romane gemacht.
Gleich sein 1974 erschienener Roman Gleiche und Gleichere brach eine Reihe von Tabus. Thema des Buches ist die Integration aus dem Irak eingewanderter Juden. Seit den frühen 1950er Jahren forderte Michael eine friedliche Koexistenz zwischen Juden und Arabern. Zeitlebens bezeichnete er sich in seinem Engagement als „Ein-Mann-Partei“, als Einzelkämpfer für die interkommunitäre Verständigung. Den Kommunismus bewertete er in späteren Jahren als „schöne Illusion“: „Ich habe mich dem Kommunismus als Jude angeschlossen und ihn als Jude verlassen“ – eine Aussage, die den Umstand widerspiegelt, dass er als Jude im Irak im Kommunismus die Möglichkeit sah, dem Status des Bürgers zweiter Klasse zu entkommen, so wie es sich auch viele arabische Bürger in Israel in den 1950er und 1960er Jahren vom Kommunismus erhofften. 2001 wurde Michael zum Vorsitzenden der Vereinigung für Bürgerrechte in Israel gewählt, zuletzt war er ihr Ehrenvorsitzender.
Michael wurde als einer der ersten israelischen Schriftsteller zu Vorträgen nach Kairo eingeladen. Während der ersten Intifada engagierte er sich in der Protestbewegung Schalom Achschaw und demonstrierte gegen Straßensperren der israelischen Armee in der Umgebung von Hebron.
Ende der 1980er Jahre ernannte ihn das Oberste Gericht Israels zu seinem Sachverständigen für Erziehungsfragen.
Ab 1998 engagierte sich Sami Michael mit weiteren irakischstämmigen Israelis im Rahmen humanitärer Hilfsaktionen für sein Geburtsland. Nach dem Fall des Regimes Saddam Husseins wurde er eingeladen, an der neuen irakischen Verfassung mitzuarbeiten, und versuchte einen Paragraphen zum Schutz von Minderheiten einzubringen.
Im März 2016 traf er in Ramallah mit dem Präsidenten der Palästinensischen Autonomiebehörde, Mahmud Abbas, zusammen.

## Auszeichnungen
Sami Michael erhielt viele literarische Auszeichnungen, darunter den WIZO-Preis (Paris), den ACUM-Preis, den Brenner-Preis, den Ze'ev-Preis für Kinderliteratur, den IBBY Award (Berlin), den israelischen Literaturpreis, den Prime Minister Prize, den EMET-Preis (2007) sowie mehrere Ehrendoktorate. Auch seine Arbeit für den Frieden wurde mehrfach, darunter durch die UN, ausgezeichnet.

## Literarische Veröffentlichungen
- 1974 Gleiche und Gleichere (שווים ושווים יותר), Roman, Verlag Bustan, deutsche Übersetzung von Aron Schatten, Verlag auf dem Ruffel 2013, ISBN 978-3-933847-33-1.
- 1975 Bagdad – Sturm über der Stadt (סופה בין הדקלים), Verlag Am Oved (Tel Aviv), deutsche Übers. Mirjam Pressler, Gabriel-Verlag Wien 1995,  (1998 Belz Verlag, Gulliver TB 310) ISBN 3-407-78310-8 Jugendbuch.
- 1977 Schutz (חסות), Roman, Verlag Am Oved (Tel Aviv), 16. Auflage 1993.
- 1979 Eine Handvoll Nebel (חופן של ערפל), deutsche Übers. Ali Baba Verlag 1993, Goldmann TB 1997.
- 1979 Blechbaracken voller Träume (פחונים וחלומות), Verlag Am Oved (Tel Aviv), Jugendbuch.
- 1987 Eine Trompete im Wadi (חצוצרה בוואדי), Roman, deutsche Übers. Inken Kraft, BTB 1998, ISBN 3-442-72212-8. 2001 verfilmt.
- 1988 Zwillinge (תאומים), Theaterstück.
- 1990 Eine Liebe in Bagdad (אהבה בין הדקלים), Jugendbuch, deutsche Übers. Mirjam Pressler, Berlin Verlag 1995, Goldmann TB 1997, ISBN 3-7072-6621-4.
- 1993 Viktoria (ויקטוריה), Roman, deutsche Übers. Inken Kraft, Berlin Verlag 1996, BTB 2007, ISBN 978-3-8333-0472-9.
- 1999 Er (הוא), Theaterstück.
- 2000 Der dritte Flügel (הכנף השלישית), Novelle.
- 2001 Wasser küsst Wasser (מים נושקים למים), Roman, Verlag Am Oved (Tel Aviv).
- 2005 Die Tauben von Trafalgar (יונים בטרפלגר), Roman, Verlag Am Oved (Tel Aviv).
- 2008 Aida (עאידה), Roman, Verlag Kinneret.
- 2009 Die Buchstaben gehen zum Meer (אותיות הולכות לים), Kinderbuch.
- 2011 Der Flug der Schwäne (מעוף הברבורים), Roman, Verlag Kinneret.
- 2012 Eine Grille zirpt auch im Winter (צרצרון שר גם בחורף), Kinderbuch.